# O Pindo
O Pindo – miejscowość w Hiszpanii, w regionie Galicji, w gminie Carnota. Znajduje się tam kościół, a także szlak prowadzący na górę Pindo (Monte Pindo).

## Galeria

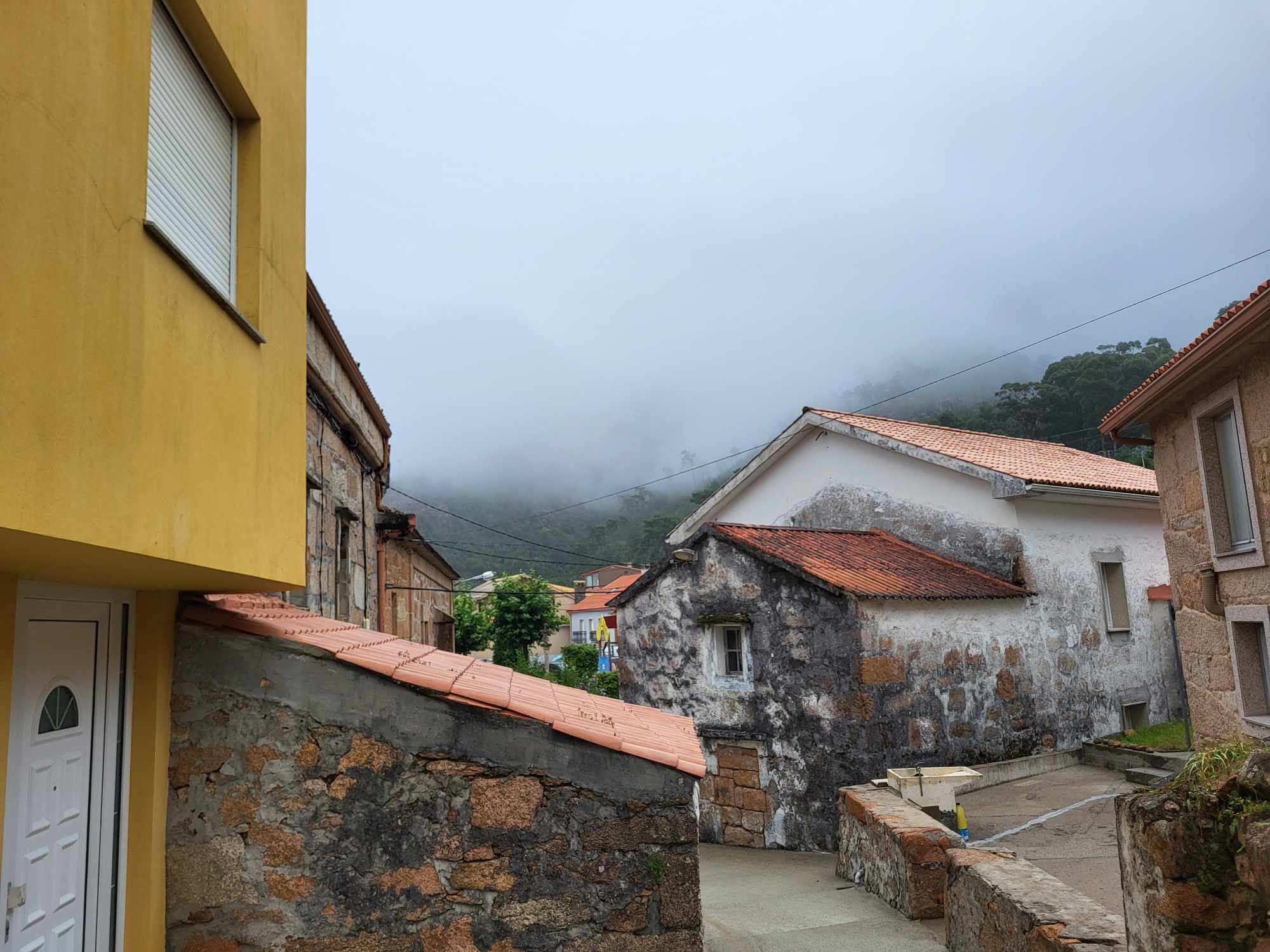
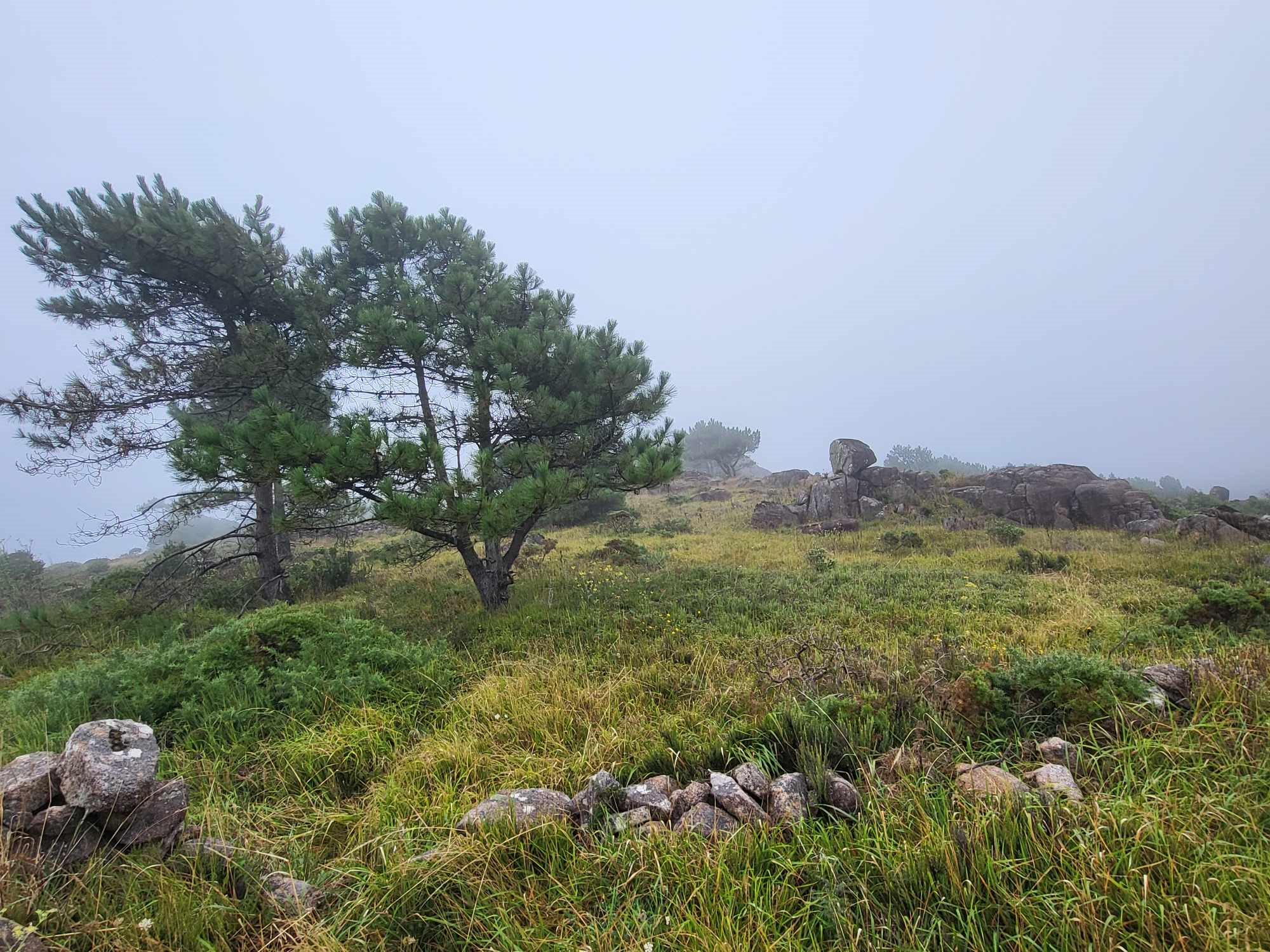
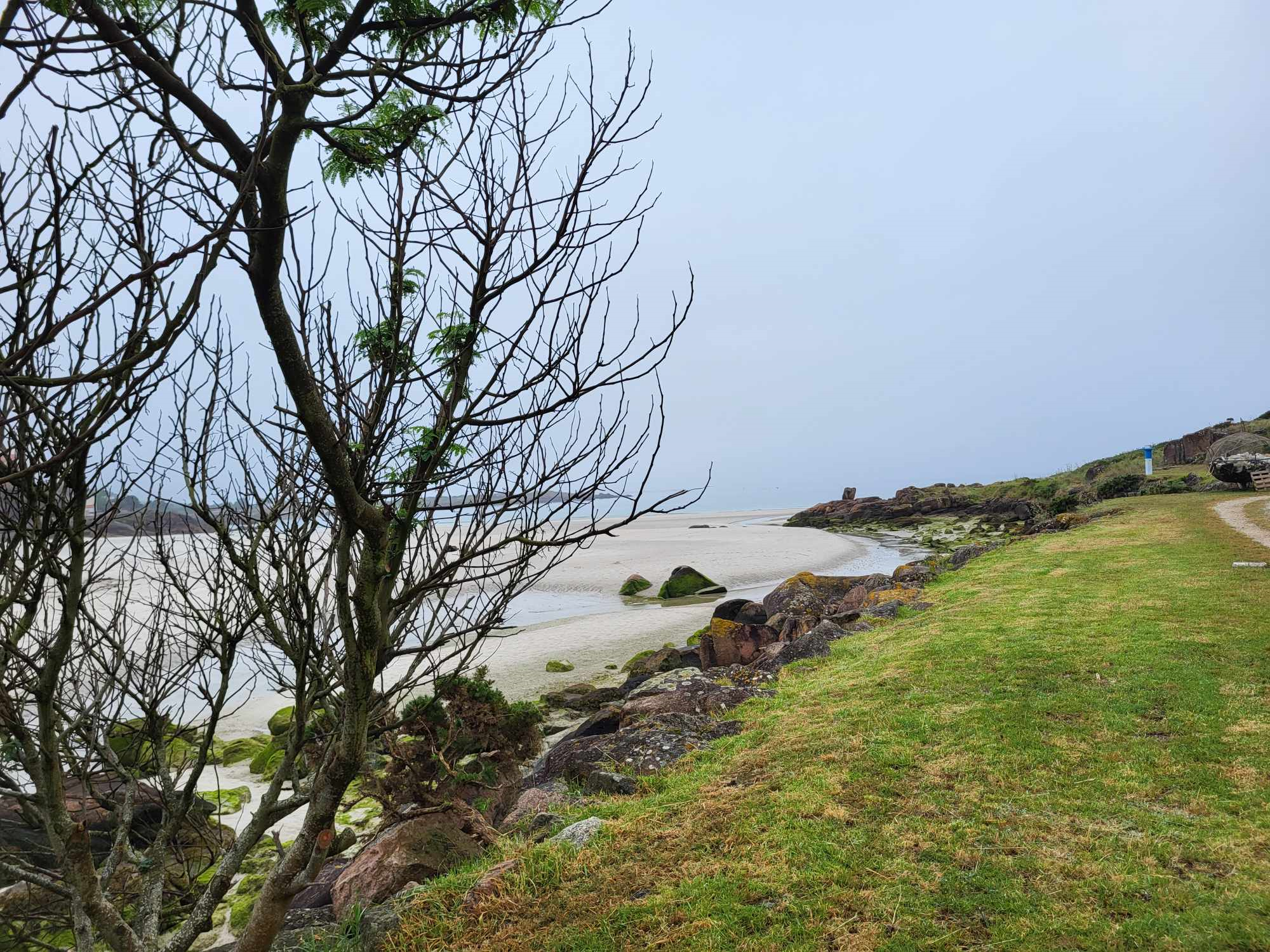
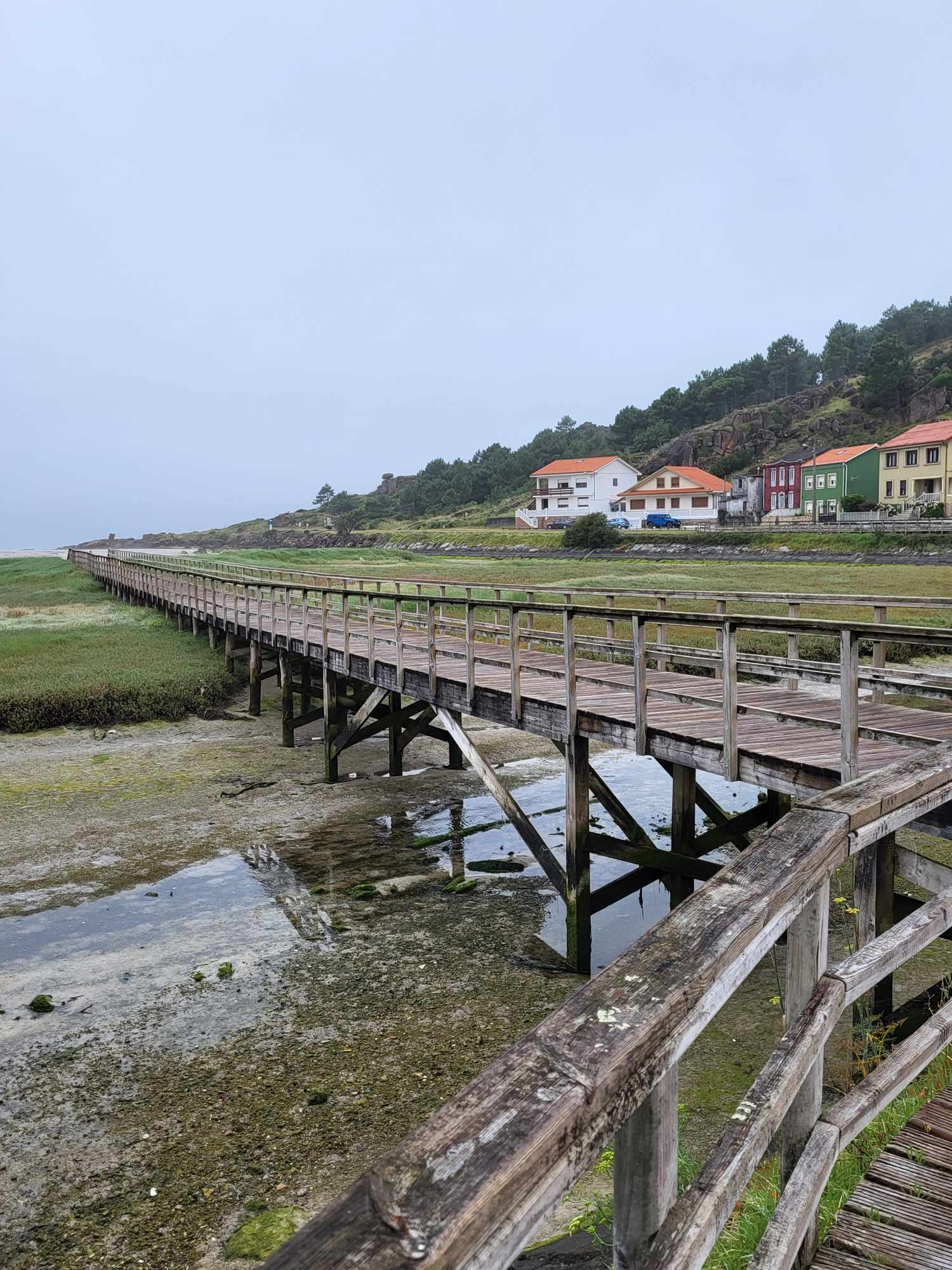
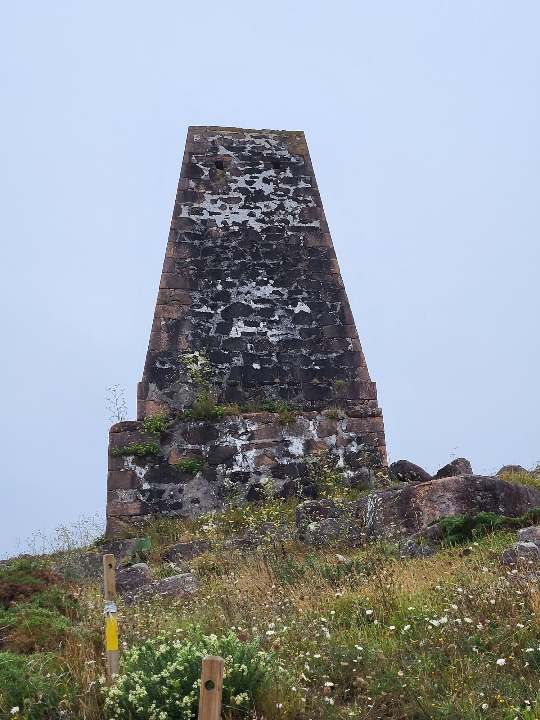